# Sérénade en ré mineur, op. 44

La Sérénade en ré mineur, op. 44, B.77 pour vents, violoncelle et contrebasse, dite Grande sérénade, est une œuvre de musique de chambre du compositeur tchèque Antonín Dvořák. 

## Genèse
Composée en 1878 parallèlement à son opéra Šelma sedlák (Le Fermier rusé ou Coquin de paysan), la Sérénade fut jouée au théâtre de Prague, le 17 novembre 1878, lors d'un concert présentant exclusivement des œuvres de l'auteur et sous sa baguette. Écrite peu de temps avant les Danses slaves, elle en a déjà le style, utilisant des thèmes et des rythmes évocateurs des musiques traditionnelles de Bohème et de Moravie, inspirations relativement nouvelles s'éloignant délibérément des écritures « à la hongroise » à la mode de l'époque.

## Orchestration
L'œuvre est composée pour 10 instruments à vent, un violoncelle et une contrebasse :
- deux hautbois
- deux clarinettes en si  et en la
- trois cors en fa et si puis en mib et en ré
- deux bassons
- un contrebasson (ad libitum, jouant dans le I et le IV)
- un violoncelle
- une contrebasse

## Structure
Écrite en quatre mouvement d'une durée approximative de 25 minutes :
I. Moderato, quasi marcia (4/4, ré mineur)
II. Minuetto - Tempo di minuetto (3/4, fa majeur), Trio - Presto (si♭ majeur), Tempo primo
III. Andante con moto (4/4, la majeur)
IV. Finale - Allegro molto (2/4, ré mineur)